# Maria Celsi
Maria Celsi, auch Maria Giustinian Celsi (* vor 1317 (?); † nach 1370 in Venedig), war durch die Ehe mit dem Dogen Lorenzo Celsi von seiner Wahl am 16. Juli 1361, bzw. seiner Rückkehr nach Venedig am 21. August, bis zu seinem Tod am 18. Juli 1365 Dogaressa der Republik Venedig. Ihren feierlichen Einzug in den Dogenpalast hielt sie spätestens im Oktober 1361, wobei es im Dogenpalast zu einem Tumult kam, wie auch andere Vorgänge darauf hindeuten, dass man seitens der führenden patrizischen Familien Unruhen fürchtete.

## Leben

### Herkunft, Ehe

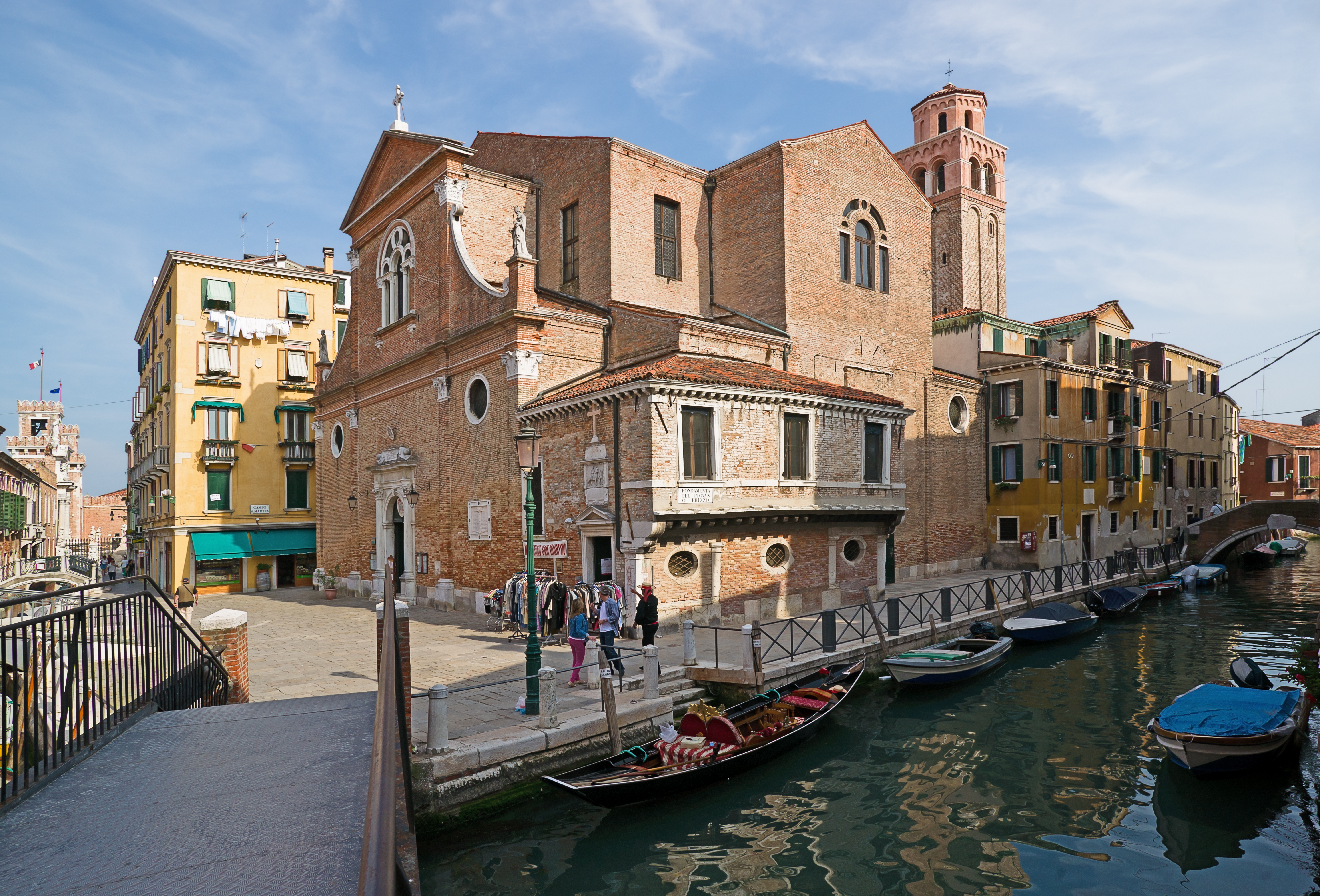
Die heutige Kirche San Martino nebst der zugehörigen Scuola, unweit des Arsenals im Osten der Stadt gelegen

Nach der venezianischen Überlieferung heiratete Lorenzo Celsi eine Maria, deren Familienname nicht bekannt ist. Das Paar hatte mehrere Töchter, von denen wiederum nur Anna, die Andreolo Cocco heiratete, und Orsa, die die Frau des Fantino Da Mosto da Sant’Angelo wurde, namentlich überliefert sind. Maria wurde in einigen Genealogien mit Marchesina Ghisi verwechselt, der Ehefrau des Dogen Lorenzo Tiepolo. Lorenzo Celsis Vater ist zwar bekannt – er wurde als Sohn des Marco Celsi, des späteren Prokuratoren von San Marco geboren –, doch der Name seiner Mutter ist gleichfalls nicht überliefert. Laut Emmanuele Antonio Cicogna kam er im Jahr 1308 zur Welt und wuchs in einer vermögenden Familie auf. Ihren Sitz hatte diese Familie, in die Maria jung einheiratete, wie es in dieser Zeit üblich war, in der Gemeinde San Martino im Osten der Stadt.
Die Forschungslage ist noch immer unbefriedigend. Immerhin kann die Ansicht Pompeo Molmentis als überwunden gelten, nach der Lorenzo Celsi eine „Marchesina“, Tochter des Girolamo Ghisi, geheiratet hatte. Diesen Irrtum der Tradition, wie die Überlieferung Venedigs häufig genannt wird, widerlegte spätestens der Leiter des Staatsarchivs Venedig, Andrea Da Mosto. Bei Holly S. Hurlburt erscheint sie wiederum als „Maria Giustinian Celsi“, möglicherweise, weil Maria eine Schwester namens Giustiniana hatte.
Als Lorenzo Celsi sein Testament im Jahr 1357 machte, war seine Frau schwanger, wenig später wurde Giovanni geboren. Dies gilt als Hinweis, dass sie nicht wesentlich über 40 Jahre alt gewesen sein kann, wohl eher in den Dreißigern stand.

### Dogaressa (1361–1365)
Der Druck, sich mit den zeremoniellen Fragen seitens der zentralen Gremien und Strafverfolgungsinstitute ausgiebig zu befassen, kam einerseits aus der sich verändernden Rolle von Doge und Dogaressa, die immer mehr als Symbole der Republik aufgefasst und geradezu sakralisiert wurden, andererseits hing dies auch mit der Häufigkeit von solchen Staatszeremonien gerade im 14. Jahrhundert zusammen. Vor allem aber war im Venedig dieser Jahre das Patriziat – entgegen dem Anschein, den man versuchte zu wahren – mit scharfen internen Auseinandersetzungen über die zukünftige Machtbeteiligung und die Ausrichtung der Wirtschaftspolitik beschäftigt. Die wenigen Jahre, in denen Celsi an der Spitze des Staates stand, gelten als Höhepunkt dieser Auseinandersetzungen zwischen diesen Familien.
Die Abgrenzung zu den nicht-patrizischen Familien erhielt dabei größte Bedeutung, denn sie hatten schon 1355, beim Umsturzversuch unter Marino Falier, eine erhebliche Rolle gespielt. Außerdem gehörten die Celsi keiner der 24 als etabliert geltenden alten Familien an, die bis dahin meist die Dogen gestellt hatten. Daher wurde scharf darauf geachtet, dass es zu keinerlei Respektlosigkeiten kam. Während des Einzugs in den Dogenpalast jedoch, der mit den üblichen Feierlichkeiten, der Fahrt im Staatsschiff, dem Bucintoro, und Prozessionen begangen wurde, ereignete sich in der Nähe der Dogaressa eine Auseinandersetzung, die in den Ratsgremien, genauer der Avvogaria di Comun, den Anklägern der Republik, unter dem 21. Oktober 1361 ihren Niederschlag fand.
Darin heißt es: „Ser Marcus Rosso marangonus sancti Gregorii, contra quem processum fuit per dominos advocatores comunis pro eo quod dum die quo domina ducissa venisset in palatio ipse Marcus cum arte sua venisset ad prandium in palatio et..... destenderet infra pallum per stricas lapideas que sunt penes carceres ipse Marcus incepit impellere et percutere pugillatu unum qui portabat penelum batiororum.“ Jener Marco Rosso, der wohl der Anstifter des Streites zwischen Schiffsschreinern und Steinmetzen war, als erstere den Dogenpalast verließen, wurde der Prozess gemacht. Er wurde zu einem Monat Gefängnis verurteilt, dazu erhielt er eine Geldbuße. Mindestens 15 Männer wurden in diesen Verfahren zu Geldbußen oder Gefängnisstrafen verurteilt.
Deutlich wird zudem, dass der feierliche Einzug des Dogen vielleicht einen Monat früher als derjenige seiner Frau stattfand. Damit sollte möglicherweise der Eindruck vermieden werden, ein Monarchenpaar würde in den Dogenpalast einziehen. Auf der anderen Seite zeigt sich, dass die Zünfte einschließlich ihrer Standarten an einem Bankett im Dogenpalast teilnahmen. Dies war bei Anwesenheit einer großen Zahl von Männern in der Nähe der Dogaressa ein äußerst heikler Moment.
Derlei übles Betragen wurde offenbar als der Staatslehre abträglich betrachtet. So wurde selbst Marias Schwester Giustiniana 1362 vom Rat der Zehn bestraft, weil sie respektlose Worte über den Dogen geäußert hatte. Damit wurde das 1310 ins Leben gerufene höchste Organ im Kampf gegen Verschwörungen mit diesen despektierlichen Äußerungen befasst, was die Brisanz unterstreicht. Die Schwester wurde aus dem Dogenpalast verbannt und zeitweise musste sie im Konvent Sant'Andrea della Zirada leben. Ähnlich erging es Nicoletta, einer Zofe der Dogaressa, die ebenfalls aus dem Dogenpalast verbannt wurde. Sie wurde allerdings deutlich härter, nämlich mit Gefängnis, bestraft.
Über die Jahre nach dem Wiederauszug aus dem Dogenpalast ist über die einstige Dogaressa und nunmehrige Witwe nichts bekannt. Maria Celsi starb, nachdem sie 1370 ihr Testament gemacht hatte. Das Jahr ihres Ablebens ist nicht bekannt.